# Jaroslava Mahutjikh
Jaroslava Oleksiivna Mahutjikh (født 19. september 2001 i Dnipropetrovsk) er en ukrainsk atlet, der konkurrerer i højdespring.

## Atletikkarriere
Mahutjikh er højdespringer, og i 2018 vandt hun guld ved ungdoms-OL. Året efter vandt hun sølv ved VM i atletik, mens hun i 2021 vandt guld ved EM indendørs.
Ved OL 2020 i Tokyo (afholdt i 2021) var Mahutjikh også med, og hun vandt her bronze efter Marija Lasitskene og Nicola McDermott.
Kort inden OL 2024 i Paris satte Mahutjikh ny verdensrekord i højdespring for kvinder, da hun ved Diamond League-stævnet i Paris sprang 2,10 m og dermed overgik bulgarske Stefka Kostadinovas rekord fra 1987 med én centimeter.